# 黒羽快斗
黒羽 快斗（くろば かいと）は、『週刊少年サンデー』で不定期連載されている青山剛昌原作の漫画『まじっく快斗』およびそれを原作とするテレビアニメに登場する架空の人物であり、同作の主人公。同じく『週刊少年サンデー』にて連載中の『名探偵コナン』およびそれを原作とするテレビアニメや映画作品などのメディアミックスの作品にも登場する。
アニメでの声優は山口勝平が担当する。

## 概要
『まじっく快斗』の主人公。普段はマジックが得意なお調子者の高校生として生活しているが、裏では日夜警察を翻弄する神出鬼没の泥棒・怪盗キッドとして活動している。なお、快斗はキッドとしては二代目であり、初代は彼の父親にして世界的天才マジシャンの黒羽盗一。黒羽盗一は死亡したとされていたが、100万ドルの五稜星（みちしるべ）にて怪盗コルボー（基本的に海外を拠点に活動する黒いキッドの衣装をまとった怪盗）として生存が確認された。母親の黒羽千影も、「昭和の女二十面相」と謳われた女盗賊・怪盗淑女（ファントム・レディ）として、20年前まで活動していた。
当初、『名探偵コナン』にはゲスト登場のみの予定だったが、その後も主人公・江戸川コナンのライバルとして不定期に登場し続けている。

## 人物
身長は174cm。体重は58kg。年齢は17歳。星座は双子座。血液型はB型。誕生日は6月21日。天才マジシャンであった父・盗一の影響から手先が非常に器用で、マジックに優れており、その腕前はラスベガスでもすぐにステージへ上がれるほどと評されている。好物はチョコレートアイスクリーム。嫌いな物は魚類とアイススケート、またクラスメートで魔女の小泉紅子を苦手としている。江古田高校2年生。一人称は「オレ」だが、キッドとして紳士を演じる場合は「私」を用いる。8年前に盗一が失踪した後は母親の千影と暮らしているが、自宅に快斗を残して海外で遊び歩いているため、現在は一人暮らしである。
容姿
整った顔立ちと設定されている。工藤新一とは変装しなくても周囲の者を騙せるほど顔が瓜二つだが、快斗の方は髪が癖毛である。怪盗キッド時の衣装は全身白のシルクハットとタキシード、マントにモノクル（鼻にかけるブリッジがついており、実在のモノクルとは異なる）、そして、赤、オレンジまたはピンク色のネクタイを着用する。（なお、世紀末の魔術師では赤色、銀翼の奇術師、天空の難破船、業火の向日葵、ルパン三世VS名探偵コナン THE MOVIEではオレンジ色になっており、紺青の拳、100万ドルの五稜星、まじっく快斗ではピンクになっている）
頭脳
IQ400の天才。一見、軽薄で明るいだけのようだが、実際は非常に頭脳明晰で、頭の回転が速い。授業を真面目に受けてはいないが、走り回りながら数学教師の出した問題に即答したり、一瞬で落下速度（落下時間）の計算を行ったり、外国人に変装して英語を流暢に話すなど、勉強もできる様子。また、免許証確認時、名前だけでなく、覚える気もないのに免許証番号まで暗記してしまったという記憶力が高すぎた故の失敗もある。ただし、バレンタインデーを知らないなど、持っている知識には若干のムラがある。探偵並みの優れた推理力を持っているが、快斗本人は、泥棒である自身を「芸術家」と称するのに対し、それを追う探偵を「難癖をつける批評家に過ぎない」としている（元の出典は『ブラウン神父の童心』）。また、特に探偵と一緒にいる場合は推理を探偵に丸投げする傾向にある。
身体能力
視力は左右両方とも2.0。ハンググライダーを巧みに操る優れた身体能力を持つが、戦闘が主目的ではないため肉弾戦は不得手で、戦闘や格闘のプロなどには不意打ちや小細工を使用しないと苦戦する。スポーツはほとんど出来るが、アイススケートが唯一の苦手。自動車や飛行機などの操縦技術もあるが、正規の免許を所持しているのは普通自動二輪車のみで他は無免許。
怪盗としての技能
変装を得意とし、老若男女を問わず、自分だけでなく他人を変装させることも可能。どんな人物の声でも自由自在に出せ、腹話術も行える。また、美術品の真贋を判定できる鑑定眼の他、厳重な金庫を開けられるピッキング能力も備えている。
性格
キッドの時は得意のポーカーフェイスで本心を隠し、自信に満ちたクールでキザな振舞いをしているが、本来の快斗は明るくやんちゃで学校ではムードメーカー的存在で人気者である。エンターテイナー気質で、普段の生活でもよくマジックを披露している。学校では授業中走り回ったり、マジックと称して窓から早退しようとするなど、かなりの問題児。
シリーズが進むにつれ、『快斗』本編の三枚目な一面も『コナン』で描かれるようになる。怪盗として様々な盗みを成功させていき、市民から半ばアイドル扱いされるのを良いことに、調子に乗って自惚れの強い面を見せることもある。その慢心や若さゆえの未熟さ、精神的なムラも目立つため、思わぬところで痛い目を見ることも多い。
『快斗』を原作とするOVA『コナンVSキッドVSヤイバ 宝刀争奪大決戦!!』では『コナン』では珍しい本来の三枚目な一面が描かれており、飛行中に『YAIBA』の庄之助と激突して墜落するようなコミカルなシーンが多い。

## 怪盗キッドの正体を知る人物
2025年現在、二代目怪盗キッドの正体が黒羽快斗だという事実を知っているのは以下の6名である（死亡したジャック・コネリーを含むと7人）。☆が付いている人物は正体の秘密を共有している者。基本的にはバレかけても寺井や母親以外にはキッドであるとは認めない。特に白馬や紅子に対しては毎回キッドではないと主張している。
寺井幸之助☆
初代怪盗キッドである盗一の付き人。
黒羽千影☆
初代キッド・盗一の妻で快斗の母親。正体を明かす描写はないが、二代目怪盗キッドの正体を知っている描写がある。
盗一が怪盗キッドになるきっかけを作った人物でもあり、かつては怪盗淑女（ファントム・レディ）として活動していた。
白馬探
イギリス帰りの高校生探偵。快斗の同級生。毛髪による血液型・年齢鑑定と全国高校生データベースのクロスチェックで正体を知る。父親が警視総監。
小泉紅子
江古田高校での快斗の同級生。魔女。魔術で正体を知る。快斗のことを虜にしようと何度もチャレンジするも、失敗してしまう。
ルビィ・ジョーンズ
会話の中で正体を知る。
ジャック・コネリー
ナイトメアと呼ばれる悪党を専門とするICPOの捜査官だが、正体はナイトメア本人。寺井幸之助と快斗を調査するが、怪盗キッドに正体を知られ落下死する。
フィリップ王子
出会った当初から快斗のことを疑っており、途中で見抜いたが、スネイクに人質にされた彼を助け宝石も返却したため誰にも漏らさなかった。
アニメではオリジナルキャラクターのスパイダー（殺し屋・イリュージョニスト）が正体を知っているかのような素振りを見せている。
『名探偵コナン』側のキャラクターは、誰も怪盗キッドの正体を知らず（#『名探偵コナン』のキャラクターとの関係を参照）、江戸川コナン (工藤新一)がキッドの正体までは特定していないながらも、「自分と素顔の容姿が似ている」とだけ認識している。
クロスオーバー作品では、ルパン三世がキッドの正体を知っているような言動をしている。

## 劇中での活躍
自宅の隠し部屋を見付けたことから父親がキッドであったという秘密を知り、「父の死の真相究明とその敵討ち」を目的に「二代目怪盗キッド」となる。先代である父の仕事により、世間では「キッドは宝石を専門としている」というイメージを持たれているが、当初は宝石以外にも絵画や彫刻など様々な美術品を標的にしていた。「パンドラの発見と破壊」が目的に加わってからは、主にビッグジュエルを標的にしている。
当初のキッドとしての犯行は、あくまで父親を殺した者をおびき寄せるための手段だったため、盗んだ品はすぐ見つかるようにして捨てるか郵送などで返却していた。父親を殺したとされる「謎の組織」との接触後もこの方針は変わらず、目当ての品でないことがわかると、盗みを諦めるかすぐ持ち主に返すことが多い。また、主に不当な理由で第三者の手に渡ってしまった美術品を、本来の持ち主に返すために盗むこともある。しかし青子は、キッドのそうした行動に対して「世間を騒がしたり、父や警察を貶める愉快犯の一種だ」と怒りを顕にしており、快斗もキッドの犯行が新聞記事に載って喜んだことを反省している。
自分が関与しない、他者による偽装の予告状があった場合は、現場に濡れ衣を晴らしに行く。売られた喧嘩は買う主義で、他の盗賊や宝石の持ち主から挑戦されると、目当ての品でなくても受けて立つこともしばしば。そのため小さいことでも根に持ち、仕返しをすることがある。なお、『名探偵コナン』の方では暗号のような予告状を送ることが多いが、『まじっく快斗』の方では対象や時間を明示することがほとんどである。
2001年のアニメ『コナン』にて、「集められた名探偵! 工藤新一VS怪盗キッド」の前半パートとして『まじっく快斗』の「ブラック・スター」がアニメ化され、そこで怪盗キッドの正体がアニメ本編においては明らかになった。
初期の『コナン』ではシルクハットと前髪により顔が隠れているシーンが多く、未知の存在であるように描かれていたが、アニメ版で正体が明らかになってからは、顔がはっきり見えるようになっている。44巻以降は変装を解いた素顔に近い姿でも堂々と登場するようになり、コナンの近辺にまで現れるようになる。
『コナン』原作内では、同じ人物に二度以上変装したことは無く、劇場版やOVAで工藤新一に変装しているのが唯一である。なお劇場版では第10作『探偵たちの鎮魂歌』と第27作『100万ドルの五稜星』と『ルパン三世VS名探偵コナン THE MOVIE』以外毎回新一に変装しており、回想シーンと変声機でコナンが声を出す時以外の工藤新一は、コナン本人が新一の身体に戻った第7作『迷宮の十字路』を除けばすべて彼の変装である。『ルパン三世VS名探偵コナン THE MOVIE』のルパン三世、『コナン』でのベルモットのように、キッドが変装の対象にされることもある。
『コナン』では仲間がいることが44巻で明らかになり、老人（寺井）や若い女（紅子）などが報告されている。

## 『まじっく快斗』のキャラクターとの関係
中森青子
隣の家に住んでおり、小学校以来の幼馴染（腐れ縁）。お互い気になる関係だが、素直になれずにいた。しかし近年では苦手な魚がいるにもかかわらず水族館も候補に挙げて初タンデムに誘ったりと、素直になろうとアプローチを試みている様子。キッドとして活動するようになってからは「刑事の家族」という彼女の立場を利用して犯行現場の下見に利用することもあるが、彼女からキッドとしての振る舞いを批判されたときには反省している。
白馬探
『まじっく快斗』でのライバル。高校生探偵。彼曰くキッドは「僕の頭脳を狂わせた唯一の存在」であり、快斗も白馬が捜査に参加しない事件では「白馬がいないと張り合いがない」と互いの実力を認め合っている。

## 『名探偵コナン』のキャラクターとの関係

### 江戸川コナン（工藤新一）との関係

怪盗キッドと江戸川コナン

本人及び作者によれば、キッド（快斗）にとってのコナン（新一）は「最も出会いたくない恋人」で、「決して混じり合うことのない二人」。キッドが「名探偵」と呼ぶのもコナンに限られている。最初の邂逅時に「優れた芸術家の多くは死んでから名を馳せる。お前を監獄と言う墓場に入れて巨匠にしてやる」と追い詰められ、以後手強い好敵手として一目置くようになった。コナンも始めは「泥棒には興味はない」と言っていたが、キッドは例外的にライバルと認めているらしく、キッド相手には常に一対一で勝負しようとするこだわりを見せている。
2人の勝負は大抵、宝石はコナンに取り返されるがキッド自身は捕まらずに逃げ遂せるため、ほぼ引き分けで終わっている。しかし対抗意識から必要以上にコナンを挑発することも多く、その結果しばしば酷い目に遭わされている。
一方で、自分の鳩が怪我をした時コナンに助けられたことから、事件解決を陰ながら手助けしたこともある。これ以外にも、双方が関わった事件でキッドがコナンに手を貸す場合があり、そうした場合にはコナンも協力に免じてキッドを意図的に見逃すことが多い。
キッド初登場の話ではコナンはキッドと初対面だが、『まじっく快斗』の『ブラック・スター』では互いに顔も名前も知らないまま新一がキッドを追い詰めた過去が語られている。キッドが江戸川コナン=工藤新一だと知ったのは、劇場版第3作『世紀末の魔術師』で、コナンと阿笠博士の電話（船内の電話全て）を盗聴したため。その際、蘭に正体を悟られたコナンのために新一に変装して助け舟を出した。
キッドの正確な正体を知るまでに至っていないコナン（新一）も、容姿が似ていることについては認めている。顔と声が瓜二つで、身長も同一であるため、髪型を変えるだけでキッドは新一に変装することができる。一方、中森は新一と快斗の容姿が酷似していることを指摘したことはない。作者の青山剛昌は「2人が似ているのは、実は秘密の深〜い理由がある」と語っていたが、2024年公開の劇場版第27作『100万ドルの五稜星』にて、新一と快斗が同い年の従兄弟の間柄にあること（互いの父親が双子の兄弟）が明かされた。
キッドがコナンの正体を知っていることが作中で明確に描かれているのは、現在のところ劇場版のみである。ただし原作でも、コナンがキッドに対して自分の母について言及したことがある。
作者によると、『名探偵コナン』での彼の役割は真の『ルパン対ホームズ』を描くためのアルセーヌ・ルパンであるらしく、両方に勝たせたくない（正確には、両方に負けてほしくない）とのこと。なお、劇場版ではルパン三世がキッドに変装し、コナンの追跡を振り切って盗みを成功させた。
新一とは何かと対になるように描かれているが、共通点も多い（ガールフレンドには頑なに正体を伏せる、老人が協力者、同年代の男女1人ずつに正体を知られている、得意分野では未だ父親に及ばないなど）。
| 対比箇所           | 工藤新一   | 黒羽快斗           |
| ------------------ | ---------- | ------------------ |
| 立場               | 探偵       | 怪盗               |
| 高校の制服         | ブレザー   | 学ラン             |
| 父親の職業         | 推理小説家 | マジシャン/怪盗    |
| 母親の結婚前の職業 | 女優       | 怪盗               |
| 本編時点の家族     | 両親健在   | （表向き）母子家庭 |

### その他のキャラクターとの関係
16巻でコナン本編に登場して以来、様々なコナンキャラクターと接触している。
毛利蘭
コナンと初めて対峙した事件にて、蘭の姿に変装している。劇場版第14作『天空の難破船』では、わずかなミスから蘭に正体を見破られ捕まりそうになるが、新一に似ていることを利用して「自分は新一で訳あって泥棒をしている」とごまかした。蘭も一時は本気で信じそうになったが、終盤で蘭にキスをしようとした際に新一なら絶対にやらないこと（蘭のお尻を触る行為）をして嘘を看破された。工藤新一は毛利小五郎を蘭の前では「蘭の父さん」、「蘭の親父」、「毛利探偵（探偵をする時）」と呼ぶため、劇場版第23作『紺青の拳』では新一に変装したキッドが小五郎を「おっちゃん」と呼んだことで、蘭に変装を見破られた。
鈴木園子
怪盗キッドの大ファンで、「キッド様」と呼び憧れているが、遭遇頻度は少ない。一度園子に対して「京極が園子の真贋を見破ることができるか」という賭けを持ち出したことがある。なお、園子の父・史郎の従兄弟である鈴木次郎吉は常にキッドをライバル視しているが、キッド本人はそれほど敵として意識していない。
少年探偵団
少年探偵団のメンバーとは、劇場版第3作『世紀末の魔術師』で原作本編より早く歩美に対面。歩美の住む超高層マンションのベランダに現れた際に、歩美の手の甲にキスをする紳士らしい面を見せた。本編では46巻で初めて顔を合わせ、68巻では穴にはまった元太に変装し、不可能とされた子供への変装を見事可能にした。OVAの『KID in TRAP ISLAND』では飛行中のキッドが探偵団の作戦によって森の中に落ち、迂闊にも3人に素顔を見られるが、新一と間違えられたためにそのまま新一の振りをしながら探偵団と行動した。またドラマCD『少年探偵団からの挑戦状!』では、探偵団に便乗してコナンをからかいに行った。
灰原哀
少年探偵団と同じく本編では46巻で初対面し、探偵団の危機を救ったことで「ハートフルな泥棒さんね」と言われた。
ベルツリー急行の事件の際は快斗と電話越しで会話し、自身に変装した快斗とバーボンとのやり取りを進めることに協力した。快斗はこの件で灰原がシェリー（宮野志保）と同一人物で、コナン同様に幼児化した姿であることを知らされたものの、宮野志保の詳細については聞かされていない。
警察関係者
コナン本編の警視庁関係者とは直接対面しておらず、劇場版で佐藤・高木両刑事が初めてキッドの姿を見ている。原作・劇場版共に高木刑事に変装したことがある。長野県警の諸伏警部とは対面しており、その推理力で変装や行動パターンも概ね見抜かれてしまっている。
目暮十三
『ブラック・スター』で新一の要望でキッドの予告場所へ案内している。
服部平次
アニメでは劇場版・OVAで合計4回接触していたが、原作での遭遇はこれよりも後のことである。劇場版第10作『探偵たちの鎮魂歌』では白馬探に変装してコナンと平次の捜査に同行。また、OVAでは『西の探偵君』と呼んでいる。原作での初遭遇時は盗みを円滑にするため和葉に変装したが、当時の平次は和葉に想いを伝えることで頭が一杯だったため、勘違いからキスされそうになるも既に変装を見破っていたコナンと諸伏によって難を逃れた。変装の方も和葉のことで精一杯だった平次には見抜かれなかったが、和葉の一人称を関西人という認識から「アタシ」ではなく「ウチ」と勘違いしてしまい、そこからコナンと諸伏に見抜かれた。
工藤有希子
幼い頃に父の弟子である有希子と面識があり、彼女の前で手軽なマジックを披露した。有希子とベルモットは女優見習いの頃に盗一に変装指導を受けており、ベルモットは快斗と同等の、有希子もある程度の変装術を身に付けている。
黒ずくめの組織
仕事の下見のため乗車したベルツリー急行の列車内で事件に巻き込まれた際、同乗していたコナンに変装を見破られ、口止めの代わりにシェリー（志保）に変装して爆死を装い、ベルモットとバーボン（安室）の目を欺く策に協力させられる。この時に快斗は組織の危険性を理解したものの、組織の詳細までは聞かされていない。
ベルモット
有希子と同様に、女優見習いの頃に盗一に変装指導を受けている。また、ベルツリー急行事件でキッドに欺かれるが、直後にシェリーが生きていることを看破した。後に組織から工藤優作の調査を指示され、優作に変装したキッドを装ってコナンと接触した。
京極真
園子に好かれていることが原因で敵視されており、次郎吉のお膳立てで「京極が守るビッグジュエルをキッドが奪えるかどうか」という勝負を挑まれた。その際に彼の驚異的な身体能力に肝を冷やしており、劇場版第23作『紺青の拳』では再戦を嫌がっていた。
世良真純
世良に変装するために気絶させたが、彼女が男子トイレを利用していた上に体型が細身だったため男性だと誤認し、トイレに監禁し服を拝借した。コナンから女性だと聞かされ驚愕したが、直後に目が覚め脱出した世良の飛び蹴りを顔に喰らい、その下着姿を見て「そういや男にしては下着がローライズだった」と感じ、追撃から逃げるため服を脱ぎ捨てて退散した。
沖矢昴
変装の参考として彼を隠し撮りしたが、その際に首下のチョーカー型変声機を写してしまったため、撮られたことに気付いた昴に写真データの押収を迫られ、やむなく撮影に使ったスマートフォンをその場に残して逃走した。なお、快斗本人は「首にメカらしきものを着けている」程度の認識であり、沖矢の正体である赤井秀一については全く知らない。
安室透
ベルツリー急行の事件でシェリーに変装したキッドと接触している。この時のシェリーがキッドの変装だとは気づいていないが、後に本格的に邂逅した際に安室から「一度会ったことがあるのではないか」と尋ねられている。